# Sd.Kfz. 250
El Sd.Kfz. 250 (alemany: Sonderkraftfahrzeug 250 vehicle especial 250) era un semi-eruga blindat lleuger, molt semblant en aparença al Sd.Kfz 251, més gran, dissenyat per Hanomag, i construït per la firma DEMAG, per a l'ús de la Wehrmach durant la Segona Guerra Mundial. La majoria de les variants eren amb el sostre obert i tenien una única porta d'accés a la part posterior.
El Sd.Kfz. 250 es va adoptar el 1939 per complementar el semi-oruga estàndard Sd.Kfz. 251. Els retards en la producció van fer que el primer vehicle no aparegués fins a mitjans de 1941.

## Desenvolupament
L'any 1939, la Inspecció de Tropes Motoritzades (AHA/In 6) va decidir que seria útil que els semi-erugues blindats acompanyessin els tancs en l'atac. Això faria que els papers de vehicle de quarter general, observador d'artilleria, ràdio-enllaç i funcions de reconeixement es fessin amb vehicles més petits.
Demag, el dissenyador del semi-eruga Sd.Kfz. 10, va ser seleccionat per desenvolupar el leichter gepanzerter Mannschafts-Transportwagen (transport de tropes blindat lleuger) o Sd.Kfz. 250. Amb aquesta finalitat, el xassís del Sd.Kfz. 10 es va escurçar en una estació de roda i se li va afegir un casc blindat construït al voltant del tren de rodament truncat .Els canvis en comparació amb el vehicle tractor van seguir el mateix patró que els transports blindats de personal de mida mitjana, és a dir, adaptant el radiador per encaixar amb el blindatge, inclinar el volant 90°, reubicar el dipòsit de combustible i el sistema d'escapament. Tot i que s'havia pensat com un derivat d'un article d'inventari estàndard, finalment, pràcticament tots els components es van redissenyar i ser específics per al Sd.Kfz. 250

## Descripció
El Sd.Kfz. 250 es motoritzava amb un motor de gasolina HL 42 TRKM Maybach de 6 cilindres, refrigerat per aigua, de 4,17 litres de 100 cavalls de potència. Tenia una transmissió semiautomàtica Maybach amb una caixa de canvis amb preselector amb set marxes endavant i tres enrere 
Podria assolir els 76 km/h, però s'advertia als conductors que no superessin els 65 km/h.
Tant les rodes com les cadenes s'utilitzaven per a la direcció. El sistema de direcció es va configurar de manera que en els girs suaus s'utilitzaven només les rodes davanteres, però els frens s'aplicarien a les cadenes com més es girava el volant i més es tancava el radi de gir.
La cadena circulava sobre rodes dobles superposades i entrellaçades en un disseny anomenat Schachtellaufwerk utilitzat per gairebé tots els vehicles de semi-eruga alemanys, en concret, les erugues del Sd.Kfz. 250 estaven formades cadascuna per la roda tractora a la part davantera, 4 eixos de suspensió muntats en barres de torsió per al rodatge de suport principal i un darrer eix tensor elevat a la part posterior. Tant el primer i tercer eixos de suspensió, com el cinquè eix tensor de reenviament, muntaven rodes dobles molt juntes perquè entre elles passessin les guies de la cadena; mentre que els segon i quart eixos de suspensió muntaven les rodes separades, quedant intercalades per l'interior i l'exterior de la resta del rodatge. Totes aquestes rodes esmentades eren d'acer estampat amb 6 forats i amb coberta de goma, i en sumaven 10 en total per banda. Les rodes davanteres tenien suspensió de ballesta muntades transversalment i amortidors per amortir els impactes.

## Servei
El vehicle va ser utilitzat en una gran varietat de funcions durant la Segona Guerra Mundial. La versió bàsica de transport de tropes es va utilitzar com a vehicle blindat de transport de personal per a unitats de reconeixement, transportant seccions d'exploració. Aquesta variant bàsica sol muntar una o dues metralladores MG 34. Les variants posteriors portaven canons de 20 mm, 37 mm i fins i tot 75 mm per donar suportar als vehicles amb les versions més lleugerament armades.

## Versions

Sd.Kfz. 250/1

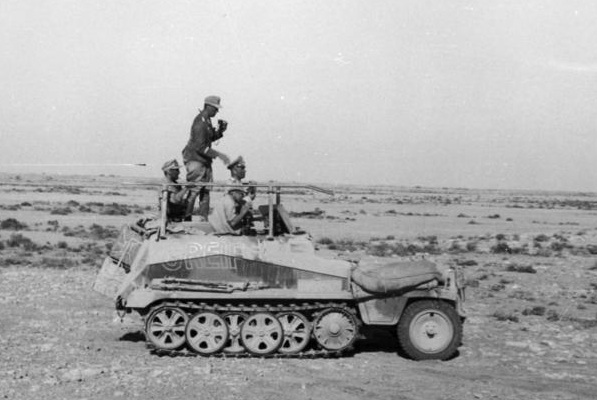
Rommel en el seu 250/3 GREIF (Griu) al nord d'Àfrica

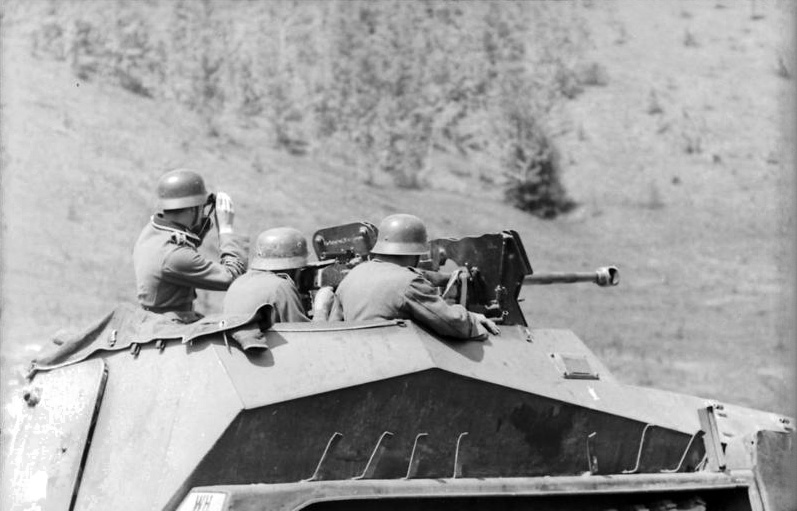
Un Sd.Kfz. 250/10 amb el PaK 36 assignat a la Divisió Grossdeutchland (Rússia)

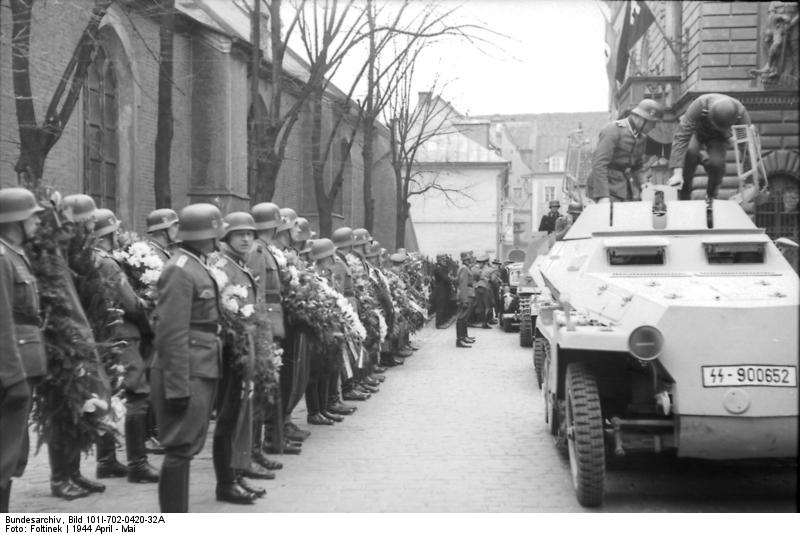
Un Sd.Kfz 250/9 amb la torre idèntica a la del Sd.Kfz. 222.

Sd.Kfz. 250/1 leichter Schützenpanzerwagen
Transport de tropes estàndard
Sd.Kfz. 250/2 leichter Fernsprechpanzerwagen
Equipada amb un equip de tiratge de cable telefònic.
Sd.Kfz. 250/3 leichter Funkpanzerwagen
Variant de comandament, equipada amb més equips de ràdio i amb una antena de marc
Sd.Kfz. 250/3-I (Fu 7, Fu 8, Fu.Spr. f) (Luftwaffe)
Sd.Kfz. 250/3-II (Fu 5, Fu.Spr. f)
Sd.Kfz. 250/3-III (Fu 8, Fu 4, Fu.Spr. f)
Sd.Kfz. 250/3-IV (Fu 8, Fu.Spr. f)
Sd.Kfz. 250/3-V (Fu 12, Fu.Spr. f)
Sd.Kfz. 250/4
- Sd.Kfz. 250/4 leichter Truppenluftschutzpanzerwagen

Variant antiaèria equipada amb una MG 34 doble. No va arribar a produir-se.
- Sd.Kfz. 250/4 leichter Beobachtungspanzerwagen

Vehicle d'observació per a destacaments de Sturmgeschütz
Sd.Kfz. 250/5 leichter Beobachtungspanzerwagen
Variant de comandament amb equips de ràdio addicionals.
Sd.Kfz. 250/6 leichter Munitionspanzerwagen
Transport de munició per a Sturmgeschütz.
- Sd.Kfz. 250/6 Ausf A

Amb espai per 70 projectils per al canó 7,5 cm StuK 37 L/24 gun.
- Sd.Kfz. 250/6 Ausf B

Amb espai per 60 projectils per al canó 7,5 cm StuK 40 L/48 gun.
Sd.Kfz. 250/7

- Sd.Kfz. 250/7 leichter Schützenpanzerwagen (schwerer Granatwerfer)

Equipat amb un morter de 81 mm.
- Sd.Kfz. 250/7 leichter Schützenpanzerwagen (Munitionsfahrzeug)

Transport de munició - espai per 66 projectils de morter de 81 mm.
Sd.Kfz. 250/8 leichter Schützenpanzerwagen (7.5 cm)
Variant de suport armada amb un canó KwK 37 L/24 i una MG 34.
Sd.Kfz. 250/9 leichter Schützenpanzerwagen (2 cm)
Variant de reconeixement armada amb un canó KwK 38 de 2 cm i una MG coaxial (MG 34 o MG 42) en una torre idèntica a la del Sd.Kfz. 222.
Sd.Kfz. 250/10 leichter Schützenpanzerwagen (3.7 cm PaK)
Variant per els comandaments de seccions de reconeixement estava armada amb un PaK 36 de 3,7 cm. Era el mateix que el canó antitanc utilitzat en mode remolcat a principis de la guerra. A vegades, l'arma estava equipada amb un petit escut per protegir els tiradors.
Sd.Kfz. 250/11 leichter Schützenpanzerwagen (schwere Panzerbüchse 41)
Armada amb un PzB 41 i una MG 34.
Sd.Kfz. 250/12 leichter Messtruppanzerwagen
Vehicle de detecció i rang d'artilleria.
Sd.Kfz. 252 leichter gepanzerter Munitionskraftwagen
Transport de munició per Sturmgeschütz.
Sd.Kfz. 253 leichter gepanzerter Beobachtungskraftwagen
Vehicle d'observació d'artilleria. Amb blindatge total i equips de ràdio d'artilleria.
I nombroses modificacions sobre el terreny.
Com afegir el Pak 36 de 3,7 cm als vehicles d'infanteria estàndards.

## Variants
Basats en el Sd.Kfz. 250, es van crear dos vehicles especials per a les unitats de canons d'assalt.

### Sd.Kfz. 252
Transport de munició blindat lleuger per a unitats de canons d'assalt. Armament, una MG 34. Tripulació: dos soldats. Estructura tancada a la part superior. Configurat per remolcar el remolc de munició de 330 kg Sd.Ah. 32 per 450 kg de munició. Entre 1941-1942 es van construir 414 unitats fins que es va adonar que no calia cap estructura especial. Substituït pel Sd.Kfz. 250//6.

### Sd.Kfz. 253
Cotxe d'observació blindat lleuger per a unitats de canons d'assalt. Armament una MG 34. Tripulació: quatre soldats. Estructura tancada a la part superior, amb prismàtics i equip de ràdio. Entre 1941-1942 es van construir 285 unitats fins que es va adonar que no calia cap estructura especial. Substituït pel Sd.Kfz. 250//5.